# Hollænderdybet
Hollænderdybet är farvattnet mellan Middelgrund och Saltholms Flak i Öresund och är inlopp till Köpenhamn. Farleden  har ett djup av cirka 14 meter.